# Banda Blanca
Banda Blanca ist eine Punta-Rock-Musik- und Tanzgruppe aus Honduras, die mit ihrem Hit „Sopa de Caracol“ einen großen musikalischen Erfolg feierte.

## Werdegang
Banda Blanca ist eine 1971 gegründete Musikgruppe aus San Pedro Sula, die in dem TV-Programm Garzas Blancas 1991 mit dem von Hernán Chico Ramos und Juan Pilo Tejeda geschriebenen und von EMI Latin produzierten Song „Sopa de Caracol“ einen großen Hit landete. Inspiriert wurden Tejeda und Ramos durch einen Aufenthalt in der Küstenstadt  Tela, als die beiden Schneckensuppe aßen und die Tänze der Garífunas beobachteten. Das Lied erreichte Platz eins in den Latin Billboard Charts. Ende 1991 war Sopa de Caracol die fünftbeste  Latin Single of the Year 1991 und erhielt den Seagull-Preis auf dem Festival in Viña del Mar sowie den Lo-Nuestro-Preis. Dadurch wurde der Punta Rock, die Musik der Garifuna an der zentralamerikanischen Karibikküste, weltweit bekannt. Die Gruppe adaptierte diesen Namen und ersetzte Garza durch Banda. Der eingehende Rhythmus des Songs mit Stilelementen aus Salsa, Soca, Merengue, Calypso und afroantillianischen Tanzelementen erlangte international große Popularität. Banda Blanca hatte verschiedene Liveauftritte auf Karnevalsveranstaltungen wie dem chilenischen Festival de la Canción de Viña del Mar, dem Carnaval de La Calle 8 in Miami, dem Carnaval de la Calle Broadway in Los Angeles, dem mexikanischen Carnaval de Acapulco, dem Carnaval de Barranquilla, dem Carnaval de Tenerife und dem Festival de Jazz in Aruba. Weitere bekannte Hits der Band waren Fiesta, Sigan bailando und Oye este canto. 1994 lebte die Band eine Zeitlang in Mexiko. Banda Blanca gilt bis heute als eine der bekanntesten Bands aus Honduras.

## Diskografie
- 1982: ¡Fiesta Inolvidable! Vol. 1 (Fonica)
- 1990: Sopa de Caracol (Promotion of the World)
- 1991: Fiesta Tropical (Sonotone)
- 1991: Sopa de Caracol (EMI)
- 1994: Swing Latino (Musivisa)
- 2000: Hot Hot Hot (Legend Recordings)
- 2015: Saben Quien Llego (FonoVisa)